# سرعة الحمل الخالي

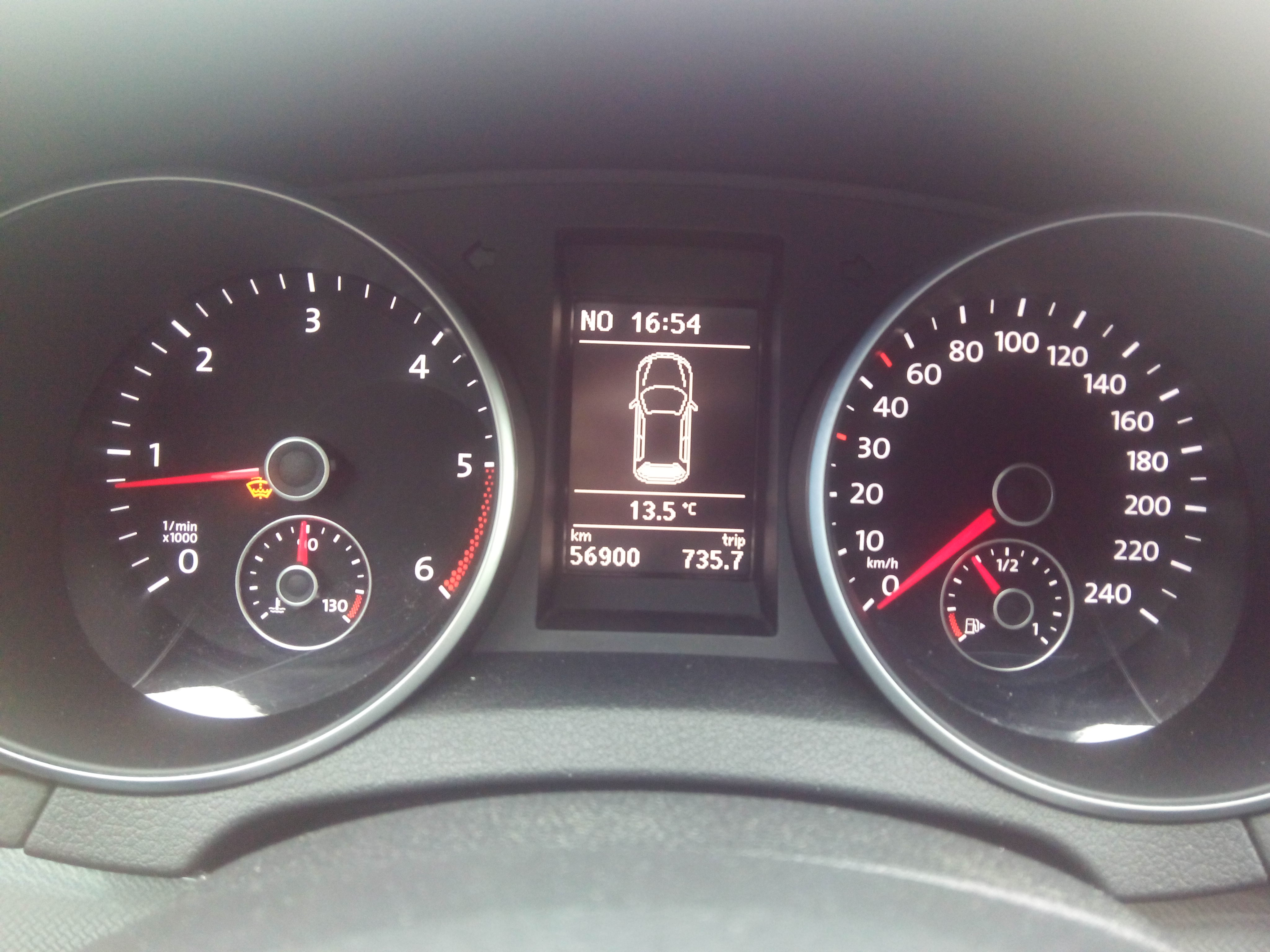
عداد السرعة فولكس واجن جولف Mk6 1.6 TDI موديل 2012

سرعة الحمل الخالي (بالأنكليزية: Engine idle speed)
هي السرعة الدورانية للمحرك عند عدم التحميل أي عند عدم الاتصال بصندوق التروس أو الضغط علي دواسة البنزين.
و يمكن تعريفها علي أنها :أقل سرعة يمكن دوران المحرك عندها دون توقف أو حدوث إخفاق للمحرك. السرعة التي تكون القدرة المتولدة عندها كافية للتغلب علي مفاقيد الاحتكاك في المحرك وإدارة ملحقات المحرك. وتتراوح قيمتها من (600:1000) لفة/دقيقة في سيارات الركوب ومن (500:600) لفة/دقيقة في الحافلات والشاحنات.